# Бистрець (Бургаська область)
Бистре́ць (болг. Бистрец) — село в Бургаській області Болгарії. Входить до складу общини Средець.

## Населення
За даними перепису населення 2011 року у селі проживали 146 осіб.
Національний склад населення села:
| Національність   | Кількість осіб | Відсоток |
| ---------------- | -------------- | -------- |
| болгари          | 141            | 97,9%    |
| турки            | 0              | 0%       |
| цигани           | 0              | 0%       |
| інша             | 3              | 2,1%     |
| не визначились   | 0              | 0%       |
| Всього відповіли | 144            |          |

Розподіл населення за віком у 2011 році:
Динаміка населення: